# Лафон, Полин
Полин Лафон (фр. Pauline Lafont), настоящее имя Полина Аида Симона Медвецки (венг. Pauline Aïda Simone Medveczky; 6 апреля 1963, Ним — 11 августа 1988, Габриак, Лозер) — французская киноактриса.

## Биография и карьера
Родилась в творческой семье: мать — известная французская актриса Бернадетт Лафон (1938—2013), отец — венгерский скульптор Дьёрка Медвецки. Её старшая сестра — актриса Элизабет Лафон (род. 1960).
Снималась в фильмах ведущих французских режиссёров — Анджея Жулавского, Клода Шаброля, Жана-Люка Годара, Жана-Пьера Моки.
Дебютировала в фильме режиссёра Пьера Зукка «Vincent mit l'âne dans un pré (et s'en vint dans l'autre)» (1976). Популярность актрисе принесла её роль Лилас в экранизации романа Пьера Пело «Конец лета (1987). Всего сыграла около 20-ти ролей.

## Смерть
25-летняя Полин Лафон погибла во время туристического похода 11 августа 1988 года. Тело актрисы было найдено спустя три месяца после трагедии.